# Herb Głuszycy
Herb Głuszycy – jeden z symboli miasta Głuszyca i gminy Głuszyca w postaci herbu.

## Wygląd i symbolika
Herb przedstawia na tarczy dwudzielnej w pas w polu górnym czerwonym trzy białe motki przędzy, w polu dolnym błękitnym żółty monogram „G”. Tarcza herbu ma czarną bordiurę, pola górne i dolne oddziela wąski pas koloru czarnego.
Herb nawiązuje do przemysłu włókienniczego w mieście, litera „G” to inicjał nazwy miasta.